# ويكي بيانات
ويكي بيانات مشروع يهدف لإنشاء قاعدة بيانات حرة للمعلومات عن العالم يمكن للإنسان والآلة قراءتها وتعديلها على حد سواء. إذ ستزود ببيانات بجميع لغات مشاريع ويكيميديا، وتتيح الوصول المركزي إلى البيانات مثلما يعمل مشروع ويكيميديا كومنز للملفات. المشروع تشغله وتستضيفه مؤسسة ويكيميديا وهو أحد المشاريع الشقيقة لويكيبيديا الموسوعة الحرة.
أنشئ المشروع بتمويل من التبرعات المقدمة من معهد ألين للذكاء الاصطناعي، ومؤسسة غوردون وبيتي موور، وشركة غوغل، تصل إلى إجمالي 1.3 مليون دولار.

## الوصف
ويكي بيانات هي قاعدة بيانات مبنية على أساس معلوماتي وتستخدم عناصر للوصف (items). كل عنصر يَعرض موضوعاً ما وله رقم يميزه عن غيره من العناصر. يبدأ اسم أي عنصر بحرف Q -على سبيل المثال موضوع السياسة يُمثل على ويكي بيانات الرمز التالي (Q7163)-. هذه الطريقة تُمكن عرض المعلومات المطلوبة لوصف موضوع (عنصر) معين والذي يُصبح متاحاً لجميع اللغات دون الحاجة إلى ترجمة المحتوى لكل لغةٍ على حدة.

يتم إضافة المعلومات عبر عمل بيانات بشكل خاص. تأخذ البيانات الصيغة المعروفة بزوج المفتاح والقيمة (key-value pairs)، والتي تحتوي على الخاصية (المفتاح) والقيمة المرادفة للخاصية. في الصورة المُرفقة لدوغلاس آدمز نشاهد إحدى الخواص وهي مكان الدراسة (educated at) والقيمة لها تكون هي الجواب، أي اسم المكان الذي درَس فيه آدمز وهي كلية سانت جونز (كامبريدج) كما في الصورة. أيضا تندرج مُعَرفات قيمة إضافية (qualifiers) مثل وقت بداية الدراسة ونهايتها، بالإضافة للمراجع لتلك المُعَرفات.

## المفاهيم

### العناصر/Items
ويكي بيانات هي قاعدة بيانات موجهة تركز على العناصر Items ، والتي تمثل الموضوعات أو المفاهيم أو الكائنات. ومن الأمثلة على العناصر الألعاب الأولمبية الصيفية 1988 (Q8470)، وحب (Q316)، وإلفيس بريسلي (Q303) وغوريلا (Q36611). يتم تحديد كل عنصر برقم فريد، مسبوقًا بالحرف Q، المعروف بـ "QID". يمكّن هذا المعلومات الأساسية المطلوبة لتحديد الموضوع الذي يغطي العنصر المراد ترجمته دون تفضيل أي لغة.
تسميات العناصر لا ينبغي أن تكون فريدة. على سبيل المثال هناك نوعان من العناصر اسمهما «إلفيس بريسلي»: العنصر الأول إلفيس بريسلي (Q303) والذي يمثل إلفيس بريسلي، وإلفيس بريسلي (Q610926) والذي يمثل الألبوم الذاتي ‏. في الأساس، يتكون العنصر من تسمية ووصف وعدد من «البيانات».

بُنية المحتوى للويكي بيانات

## مراحل تطور المشروع
مُول مشروع ويكي بيانات بتبرع من مؤسسة ألين للذكاء الاصطناعي ومن قِبل مؤسسة غوردون وبيتي مور، بالإضافة إلى غوغل بمبلغ مجموعي قدره 1,3 مليون يورو. أشرفت Wikimedia Deutschland على التطوير الأولي للمشروع وقسم إلى ثلاثة أقسام:
1. مركزية روابط الإنتر ويكي -الروابط بين مقالات الويكيبيديا حول نفس الموضوع من اللغات المختلفة- (وصلات الإنترويكي)
2. توفير مكان مركزي يُتيح استخدام صناديق المعلومات لكل الويكيبيديات
3. إنشاء وتحديث قوائم للمقالات بناءً على المحتويات في ويكي بيانات

### التمهيد الأولي
انطلق مشروع ويكي بيانات في 30 أكتوبر 2012 وكان أول مشروع جديد لمؤسسة ويكيميديا منذ عام 2006. في هذا الوقت، جهزت المرحلة الأولى فقط حيث أمكَنَ عمل العناصر (items) وملؤها بالبيانات الأساسية وهي: التسميات (label) والعنوان، بالإضافة للزوائد كالوصف والروابط لمقالات ذات العلاقة بمختلف اللغات في الموسوعة.
تاريخيا، كانت كل مقالة في ويكيبيديا تحتوي على قائمة باللغات المتاحة بها. وفي البداية كانت ويكي بيانات مخزنا ذاتيا لروابط الإنترويكي. حيث لم يكن مُتاحاً لأية نسخة من ويكيبيديا (بلغة مُعينة) أن تستعمل ويكي بيانات ولهذا كان على كُلٍ منها الاستمرار بالمحافظة على روابط الإنترويكي الخاصة بها. وفي تاريخ 14 يناير 2013 كانت الويكيبيديا المجرية أول من استعمل روابط الإنترويكي بالاعتماد على ويكي بيانات
توسع الاستخدام ليشمل الويكيبيديا العبرية والإيطالية في الثلاثين من يناير لنفس العام وشمل ويكيبيديا الإنجليزية في الثالث عشر من فبراير واستمر ليشمل باقي نسخ ويكيبيديا في السادس من مارس.

### البيانات والوصول إلى البيانات
تبلورت المرحلة الثانية في الرابع من فبراير 2013 عبر مناقشة طبيعة المحتوى للويكي بيانات. في البداية كانت البيانات محدودة بنوعين هما العناصر والصور على الكومنز، بتفاصيل أكثر تلحق بعدها مثل الإحداثيات والتواريخ. النوع الثالث للبيانات بصيغة (string) تم تطويرها في السادس من مارس. فيما يتعلق بتمكن الويكيبيديات المختلفة من استخدام محتويات الويكي بيانات فقد تم ذلك تسلسلياً ما بين 27 مارس و 25 أبريل. في السادس عشر من سبتمبر 2015 بدأت الويكي بيانات بالسماح لاستخدام خصائص العناصر على ويكي بيانات. فمثلاً، في المقالة القديمة عن برلين، لم يكن ممكناً الدخول إلى بيانات حول برلين، ولكن عبر التفعيل الجديد (arbitrary access) أصبح هذا ممكناً. وفي السابع والعشرين من أبريل 2016 شمل التفعيل الكومنز.

### خدمة الاستعلام
المرحلة الثالثة تسمح باستخدام قاعدة البيانات للحصول على المعلومات المطلوبة والمخزنة في ويكي بيانات. في أكتوبر 2016 أصبحت هناك أداتان متاحتان لهذا الاستخدام (تفصيل أكثر بالإنجليزية) وهما AutoList و PetScan بالإضافة إلى إتاحة الاستخدام عبر العام للويكي بيانات عبر برمجة سباركل (SPARQL) .

## الشعار
التخطيط الموجود على شعار ويكي بيانات يحتوي على كلمة "WIKI" مرمزة بشفرة مورس.

## وصلات خارجية
- ويكي بيانات على موقع Open Hub (الإنجليزية)
- الموقع الرسمي
- m:Wikidata صفحة التنسيق للمشروع في ميتا ويكي
- Wikidata - قائمة مناقشة للمشروع ويكي بيانات
- Wikidata-bugs - قائمة العلل التي أبلغ عنها في ويكي بيانات
- صفحة نقاش المشروع (Wikidata project chat)